# Conoderus scapularis
Conoderus scapularis là một loài bọ cánh cứng trong họ Elateridae. Loài này được Guérin-Méneville miêu tả khoa học vào năm 1838.